# Hesiolyra bergi
Hesiolyra bergi är en ringmaskart som beskrevs av Blake 1985. Hesiolyra bergi ingår i släktet Hesiolyra och familjen Hesionidae. Inga underarter finns listade i Catalogue of Life.